# Union des Bunjevci de la Bačka
L'Union des Bunjevci de la Bačka (en serbe : Савез бачких Буњеваца et Savez bačkih Bunjevaca) est une coalition politique serbe. Elle est dirigée par Mirko Bajić. Elle constituait une des listes défendant les intérêts des minorités ethniques de Serbie aux élections législatives de mai 2008.
L'Union des Bunjevci de la Bačka représente les Bunjevci de la Bačka, dans la province serbe de Voïvodine. Défendant l'identité bunjevac, elle s'est donné comme but de lutter contre toute assimilation, notamment en protégeant la langue bunjevac.
Après avoir recueilli les 10 000 signatures nécessaires pour se présenter à l'élection, l'Union a présenté une liste de 7 candidats. Elle a recueilli 2 023 voix, soit 0,05 % des suffrages, ce qui ne lui a pas permis d'obtenir de député à l'Assemblée nationale de la République de Serbie.